# Битва при Салнице
Сал(ь)ницкая битва — главное сражение в завершающей фазе большого похода южнорусских князей против половцев в марте 1111 года на реке Сальнице. В этом бою половецкое войско было наголову разбито русскими князьями во главе с великим князем киевским Святополком Изяславичем, черниговским князем Давыдом Святославичем и князем южного Переяславля Владимиром Мономахом.

## Предыстория
В 1103 году русские князья после Долобского съезда провели первый в истории поход на половцев в степи, в 1107 году разгромили Боняка и Шарукана у Лубен на Суле, после чего известия о них не встречаются. В 1109 году киевский воевода Дмитр Иворович беспрепятственно разорил половецкие кочевья вблизи Донца, находившиеся под властью сыновей Шарукана, Сырчана и Атрака.

## Поход
26 февраля 1111 года (2-е воскресение Великого Поста) русская армия, возглавляемая коалицией князей (Святополк с сыном Ярославом, Давыд с сыном, Владимир с сыновьями), в боевом порядке двинулась к городу Шарукань, сопровождаемая священниками с крестами, поющими песнопения (в связи с этим исследователи говорят о том, что поход носил характер крестового, хотя эта версия подвергается сомнению).
Местом, где собралось русское войско, было Долобское озеро. Его путь проходил через реки Сула (5-й день), Хорол (6-й день), Псёл (7-й день), Голты, Ворскла (10-й день), после чего они вышли к берегам Северского Донца (23-й день).
Шарукань сдался без боя на 5-й день осады. Примечательно, что горожане предложили победителям рыбу и вино, что характеризует оседлый быт его обитателей. Параллельно русскими был сожжён Сугров. Оба города назывались по именам ханов, разбитых на Суле в 1107 году (тогда Шарукан бежал, а Сугра был пленён).
24 марта произошло первое ожесточённое сражение у Донца, в котором русские воины взяли верх. Утром 27 марта в полнолуние на реке Сальнице началось второе, основное сражение.
Половцы имели такое численное превосходство, что русские войска были окружены, но половцы не выдержали их скоординированного прямого удара. Русские захватили большой плен и добычу. Около десяти тысяч половцев полегли на поле боя, остальные бросали оружие, прося сохранить жизнь.

## Последствия
Известия об успешном русском крестовом походе в степь дошли до Византии и стран Западной Европы, подняв авторитет русских князей среди европейских правителей, как защитников христианства от неверных. Подобная оценка примечательна в условиях начавшихся в это же время европейских крестовых походов на Иерусалим.
После 1111 года половцы лишь единожды подступали к границам Руси, в год смерти Святополка (1113), но замирились с занявшим престол Владимиром. В 1116 году Ярополк Владимирович с киевскими полками и сын Давыда с черниговскими вновь вторглись в половецкие степи в верховья Донца и взяли три города. После этого 45 тысяч половцев с ханом Атраком ушли на службу к грузинскому царю Давиду Строителю, и когда спустя несколько лет Мономах отправил Ярополка за Дон против половцев, он не нашёл их там.